# 腹燈刀光魚
腹燈刀光魚（学名：Polymetme corythaeola）为輻鰭魚綱巨口鱼目光器鱼科的其中一種。分布於全球三大洋海域，屬深海魚類，棲息深度165-800公尺，體長可達26公分。

## 外部連結
腹燈刀光魚的圖片 （页面存档备份，存于）

## 扩展阅读
維基物種上的相關：腹燈刀光魚